# 埃斯曼鎮區 (伊利諾伊州利文斯頓縣)
埃斯曼鎮區（英語：Esmen Township）是位於美國伊利諾伊州利文斯頓縣的一個行政鎮區。

## 地方資料
根據2010年美國人口普查的數據，埃斯曼鎮區的面積為93.60平方千米，當中陸地面積為93.60平方千米，而水域面積為0.00平方千米。當地共有人口312人，而人口密度為每平方千米3.33人。